# Gran Premio de Buenos Aires de 1960
El Gran Premio de Buenos Aires de 1960 fue una carrera de Fórmula Libre de 75 vueltas al circuito Parque Sarmiento de Córdoba. La carrera la ganó Maurice Trintignant con un Cooper T51.

## Resultados
| Pos     | Piloto                    | Equipo                    | Vehículo              | Tiempo/Retirado        | Parrilla |
| ------- | ------------------------- | ------------------------- | --------------------- | ---------------------- | -------- |
| 1       | Maurice Trintignant       | R.R.C. Walker Racing Team | Cooper T51 - Climax   | 1:53:50.9 (122,53km/h) | 2        |
| 2       | Dan Gurney                | Owen Racing Organisation  | BRM P25               | 1:54:38.5 (+47,6s)     | 4        |
| 3       | Gino Munaron              | Gino Munaron              | Maserati 250F         | 70 vueltas             | 11       |
| 4       | Ettore Chimeri            | Escudería Sorocaima       | Maserati 250F         | 63 vueltas             | 15       |
| 5       | Jo Bonnier                | Owen Racing Organisation  | BRM P25               | 53 vueltas             | 3        |
| Ret     | Alan Stacey               | Team Lotus                | Lotus 16 - Climax     |                        | 9        |
| Ret     | Roberto Bonomi            | Scuderia Centro Sud       | Cooper T51 - Maserati |                        | 13       |
| Ret     | Jack Brabham              | Cooper Car Company        | Cooper T51 - Climax   |                        | 1        |
| Ret     | Carlos Menditéguy         | Scuderia Centro Sud       | Cooper T51 - Maserati |                        | 5        |
| Ret     | Bruce McLaren             | Cooper Car Company        | Cooper T45 - Climax   |                        | 7        |
| Ret     | José Froilán González     | José Froilán González     | Ferrari - Chevrolet   |                        | 14       |
| Ret     | Antonio Creus             | Cooper Car Company        | Maserati 250F         |                        | 16       |
| Ret     | Masten Gregory            | Camoradi International    | Behra-Porsche         |                        | 12       |
| Ret     | Innes Irlanda             | Team Lotus                | Lotus 18 - Climax     |                        | 6        |
| Ret     | Harry Schell              | Ecurie Bleue              | Cooper T51 - Climax   |                        | 8        |
| DNS     | Alberto Rodríguez Larreta | Team Lotus                | Lotus 16 - Climax     |                        | 17       |
| DNS     | Giorgio Scarlatti         | Cooper Car Company        | Maserati 250F         |                        | 10       |
| Fuente: |                           |                           |                       |                        |          |